# Butler (New Jersey)
Butler is een plaats (borough) in de Amerikaanse staat New Jersey, en valt bestuurlijk gezien onder Morris County.

## Demografie
Bij de volkstelling in 2000 werd het aantal inwoners vastgesteld op 7420.
In 2006 is het aantal inwoners door het United States Census Bureau geschat op 8074, een stijging van 654 (8,8%).

## Geografie
Volgens het United States Census Bureau beslaat de plaats een oppervlakte van
5,4 km², geheel bestaande uit land.

## Plaatsen in de nabije omgeving
De onderstaande figuur toont nabijgelegen plaatsen in een straal van 8 km rond Butler.